# 斉藤隆治
斉藤 隆治（さいとう りゅうじ、1968年8月26日 - ）は、日本の元俳優、元歌手。芸能活動時に所属していた芸能事務所はホリプロ。

## 人物
神奈川県横浜市出身。実姉は女優・歌手の斉藤由貴で、姪にはi☆Risの芹澤優、水嶋凜がいる。

## ディスコグラフィ

### シングル
1.ノーブレイク（1987年6月21日、キャニオン・レコード）作詞：小室みつ子 / 作曲：関口誠人 / 編曲：岡田徹
c/w LAST NIGHT 作詞：斉藤隆治 / 作曲：中村昭二 / 編曲：岡田徹
2.LOST AFFECTION（1987年9月21日、キャニオン・レコード） 作詞：斉藤隆治 / 作曲：Shoji / 編曲：岡田徹
c/w DREAMIN' FOR YOU 作詞：斉藤隆治 / 作曲：Shoji / 編曲：白井良明

## 出演

### 映画
- 微熱少年（1987年、東宝） - 主演・島本健 役 ※デビュー作
- 妖女伝説 '88（1988年、シネ・ロッポニカ） - 赤木慶太 役
- 冬物語（1989年、東宝） - 田代圭一 役
- ふざけろ!（1991年、松竹） - 富田林主任刑事 役
- 奇跡の山 さよなら、名犬平治（1992年、東宝） - 杉本亮太 役

### オリジナル・ビデオ
- ネイビー・ロック・ウォー 撃破せよ!（1990年、ビクターエンタテインメント）

### テレビドラマ
- 同級生は13歳（1987年、フジテレビ） - 蟹山正 役
- プロゴルファー祈子（1987年 - 1988年、フジテレビ） - 新巻鉄男 役
- 正月ドラマスペシャル「翼をください」（1988年1月3日、NHK） - 丸山保 役
- ドラマ23「成田・舞浜クリスマス」（1988年12月、TBS）
- 大河ドラマ「春日局」（1989年、NHK） - 徳川忠長 役
- 水曜グランドロマン「三つの記念日」（1989年11月29日、日本テレビ）
- 男と女のミステリー「水曜日が怖い」（1990年2月2日、フジテレビ）
- ドラマスペシャル「ドラムカン」（1990年11月3日、NHK）
- 世にも奇妙な物語 第2シリーズ「留守番電話」（1991年1月24日、フジテレビ） - 飯島 役
- 火曜サスペンス劇場（日本テレビ）
  - 「裏口入学殺人事件」（1991年2月26日）
  - 「黄金を抱いて翔べ」（1991年4月2日）
  - 小京都ミステリーシリーズ
    - 第7作「薩摩恋人形殺人事件」（1992年12月1日） - 中村敏夫 役
    - 第20作「肥後人吉殺人事件」（1997年7月1日） - 室戸信助 役

  - 当番弁護士シリーズ（1995年 - 1997年） - 高林東一 役 ※1作 - 4作まで出演
  - 「警視庁鑑識班6」（1998年11月17日） - 桧山高志 役
- 土曜ワイド劇場（テレビ朝日）
  - 「キャンパス迷路殺人事件」（1991年6月1日）
  - 「死刑台の舞踏」（1992年11月7日） - 持田哲夫 役
  - 「事件　なぜ夫は新妻の姉を殺したのか…?」（1993年6月12日） - 上田宏 役
- 七人の女弁護士 第2シリーズ 最終話「結婚占い殺人事件!挙式前にレイプされた娘!!」（1991年10月19日、テレビ朝日） - 古田直行 役
- あなただけ見えない（1992年、フジテレビ） - 山根清 役
- 大人は判ってくれない 第4回「神様の前でついた嘘」（1992年2月6日、フジテレビ）
- 映画みたいな恋したい「ある日どこかで」（1992年5月30日、テレビ東京）
- 月曜ドラマスペシャル（TBS）
  - 刑事ガンさんシリーズ（1992年 - 1994年）※全6作に出演
  - 「交通刑務所・刑務官」（1995年5月29日）
  - 早乙女千春の添乗報告書第4作「伊豆湯けむりツアー殺人事件」（1996年12月30日） - 伊豆の刑事 役
  - 「奄美殺人珊瑚礁」（1997年4月21日） - 奥宮 役
  - 「パートタイマー刑事・月形兄妹の事件簿」（1999年4月12日）
- 腕におぼえあり2（1992年、NHK） - 庄次郎 役
- フジテレビヤングシナリオ大賞スペシャル「屋根の上の花火」（1993年3月6日、フジテレビ）
- 金曜エンタテイメント（フジテレビ）
  - 山村美紗サスペンス 赤い霊柩車シリーズ（1993年 - 1995年） - 橋口大吾 役 ※2作 - 4作まで出演
  - 「釣りデカ事件簿」（1997年2月21日）
- 12時間超ワイドドラマ「織田信長」（1994年1月2日、テレビ東京） - 織田信忠 役
- 江戸の用心棒II 第7話「悪事千里を走る」（1995年、日本テレビ） - 疾風の俊助 役
- 大岡越前 第15部 第15話「思い込み」（1998年12月21日、TBS） - 篠崎小五郎 役

### ラジオ
- 隆治と一輝 どんまいフレンド（1987年4月 - 1988年3月、ニッポン放送） ※夜ワイド番組『ヤングパラダイス』箱番組